# 플로랑스 아르토
플로랑스 아르토(프랑스어: Florence Arthaud, 1957년 10월 28일 ~ 2015년 3월 9일)는 프랑스의 요트 선수이자 선원이다. 비야카스테이 헬리콥터 충돌 사고로 사망하였다.